# Rok Poles
Rok Poles, slovenski arhitekt, pisatelj in pesnik, * 3. maj 1973, Slovenija.

## Življenje
Rok Poles se je rodil leta 1973. Osnovno in srednjo šolo je obiskoval v Velenju. Študiral je na fakulteti za arhitekturo v Ljubljani, kjer je tudi diplomiral. Zaposlen je v Vegradu na enoti Projektivni biro d. o. o.

## Delo
Rok Poles je po poklicu univerzitetni diplomirani inženir arhitekture. 
Ukvarja se z arhitekturnim projektiranjem, grafičnim oblikovanjem, urejanjem zbornikov, plakatov in knjig, oblikuje poslikave na zunanjosti stavb, deluje pa tudi na področju interjera. Sodeloval je namreč pri postavitvi različnih muzejskih zbirk v Muzeju Velenje, muzeju usnjarstva Slovenije v Šoštanju in drugih.
Rok Poles piše književna dela za odrasle in otroke. Otroška in mladinska dela temeljijo na resničnih zgodovinskih dogodkih v Šaleški dolini in njeni okolici, kar potrjuje tudi to, da nekatera dela (O treh netropirjih) spadajo v zbirko Slovenska dediščina. Besedila skozi pesmi in prozo prikazujejo te slovenske kraje in takratne razmere skozi oči domišljijskih (poskok, zelenjaček, pozoj, duh, vila ...) in resničnih (mastodonti ...) zgodovinskih likov.
Njegova dela je najprej objavljala Mladinska zveza prijateljev mladine Velenje, sedaj pa jih objavlja založba Berivka.

### Proza
Za otroke:
- O treh netopirjih, 1997 (COBISS)
- Zbirka Tihi prastihi o pradogodkih v Prašaleški pradolini, 2003 (COBISS)

Ostala:
- Sakralna dediščina Šaleške doline, 1998 (COBISS)
- Sveta Barbara, zavetnica rudarjev, 1998 (COBISS)
- Izvir bele vode: drobci ljudskega izročila iz Belih Vod v Sloveniji, 2005 (COBISS)
- Čez Grajsko planino: drobci ljudskega izročila iz Florjana in Skornega pri Šoštanju v Sloveniji, 2006 (COBISS)
- Kipar Ciril Cesar, 2006
- Sv. Križ (Heiligenkreuz) nad Belimi Vodami pri Šoštanju, 2006 (COBISS)
- Usnjarski vajenec Jure, od jutra do večera, 2009 (COBISS)

### Poezija
Za otroke:
- O malem mastodontu, 2002 (COBISS)
- O jezerskem zelenjačku, 2003 (COBISS)
- O mali vili, 2004 (COBISS)
- O srečni kozi, 2007 (COBISS)
- O jamskem škratu, 2008 (COBISS)
- O grajskem duhu, 2009 (COBISS)
- Poskok po Šaleški dolini, 2009 (COBISS)

### Vodniki
- Pedagoški programi Muzeja Velenje za osnovne šole, 2006 (COBISS)
- Po poteh reformacije v Šaleški dolini, 2008 (COBISS)

### Članki
- Odlagališča odpadkov v občinini Velenje (Geografski obzornik, 1989) (COBISS)
- Rozete na tramovih kmečkih hiš (Šaleški zbornik, 1992) (COBISS)
- Podstrešje / Morje (Hotenja, Št. 10, 1990) (COBISS)
- Ocvirkovina (Hotenja, Št. 11, 1992) (COBISS)
- O divjem premogu, lintvernu, pozoju ali zmaju (po ljudskih motivih iz Šaleške doline; Hotenja, 2004) (COBISS)
- Kozjak / Turn (Hotenja, 2006) (COBISS)

### Fotografije in ilustracije za:
- Ravnikar, Tone - Šaleška dolina med romantiko in barokom; katalog razstave, Muzej Velenje, 1998
- Kulturni center Ivana Napotnika: Zbirka afriške umetnosti (Kulturni center Ivana Napotnika,

Muzej, 1998)
- 25 let Male Napotnikove kiparske kolonije v Zavodnjah (Medobčinska zveza prijateljev mladine Velenje, 1998)
- Brišnik, Danijela - Grad Šalek (Velenje, Kulturni center Ivana Napotnika, Pozoj, 1999)
- Ravnikar, Tone -  Grad Velenje: skica usode stavbe in njenih prebivalcev (Velenje: Kulturni center Ivana Napotnika, Muzej, 2002)
- Janežič, Špela - Znamenja v Belih Vodah in kar se je okoli njih dogajalo (Velenje: Pozoj, 2004)
- Ravnikar, Tone - Šaleška dolina med 10. in 17. stoletjem (Velenje, Muzej, 2005)

### Kartografiranje
- Šterbenk, Emil - Šaleška jezera: vpliv premogovništva na pokrajinsko preobrazbo Šaleške doline (Velenje, Erico, Pozoj, 1999)